# 柳喜烈的寫生簿
《柳喜烈的写生簿》（韓語：유희열의 스케치북）是2009年4月24日开始韩国放送公社在KBS 2TV播出的专业音乐电视节目。《李荷娜的薄荷》的续作，和该节目的形式类似。

## 播出列表
以下是KBS2《柳喜烈的写生簿》的播出列表。

### 2022年
| 集数 | 播放日期 | 嘉宾                                                                                       | 備註                              |
| ---- | -------- | ------------------------------------------------------------------------------------------ | --------------------------------- |
| 572  | 1月7日   | 李敏赫、youra、hardy、MeloMance、Nerd Connection、Janet Suhh、Kang Baek Soo (강백수)、ITZY | “你的名字”特輯 5                  |
| 573  | 1月14日  | Lyn、趙廣一、BE'O、張慧珍*、李昭政                                                         | * 柳寫簿X音樂人第79位嗓音 Vol.120 |
| 574  | 1月21日  | 金容俊、金曜漢（WEi）、張慧珍*、LEENU                                                      | * 柳寫簿X音樂人第79位嗓音 Vol.121 |
| 575  | 1月28日  | 圭賢 （Super Junior）、李珍雅、李藝俊、李燦元*                                             | * 柳寫簿X音樂人第80位嗓音 Vol.122 |
| 576  | 2月4日   | 輝人 （MAMAMOO）、安藝恩、李燦元*、姜勝元                                                  | * 柳寫簿X音樂人第80位嗓音 Vol.123 |
| 577  | 2月9日   | 朴正炫、Big Mama、田小娟（(G)I-DLE）*、NAVI                                                | * 柳寫簿X音樂人第81位嗓音 Vol.124 |
| 578  | 2月18日  | Vibe、昭享、田小娟 （(G)I-DLE）*、車智妍、Apink（朴初瓏、尹普美、鄭恩地、金南珠、吳夏榮）  | * 柳寫簿X音樂人第81位嗓音 Vol.125 |
| 579  | 2月25日  | BTOB、李茂珍*、李瑜美、尹燦榮、SONIC STONES                                                | * 柳寫簿X音樂人第82位嗓音 Vol.126 |
| 584  | 4月1日   | 輝人 (MAMAMOO)、NoeL、OH MY GIRL、ONEWE                                                    | * 柳寫簿X音樂人第84位嗓音 Vol.131 |
| 585  | 4月8日   | 輝人 (MAMAMOO)、權珍雅、LUCY、Daybreak、Rad Museum                                         | * 柳寫簿X音樂人第85位嗓音 Vol.132 |
| 587  | 4月22日  | 華莎 (MAMAMOO)、崔政勳 (JANNABI)、李茂珍、MeloMance、Davichi、Jukjae、金必、DinDin、楊姬銀 | 13週年特輯                        |

## 特别事项
该节目在2014年4月16日发生的岁月号沉没事故以后,在约一个月时间里播出中断，5月9日通过节目官网将原来229期上要发表的柳喜烈自创歌曲《妈妈的海洋》 (feat. 金润雅)公开了。这首歌他介绍道：“小小的安慰心情而制作的《妈妈的海洋》是忧郁而痛苦无法入睡的时候，心里平静的母亲的怀抱绿色安慰曲”。

## 停播原因
- 2011年11月4日：特选电影《洪吉童的后裔（朝鲜语：홍길동의 후예）》特辑节目，放送日程被推迟1周。
- 2012年8月3日 - 8月10日：2012年夏季奥运会转播的关系，放送日程被推迟2周。
- 2012年8月24日：2012亚洲音乐节特辑的录像放送，放送日程被推迟1周。
- 2012年9月28日：播出“纪录片 3日（朝鲜语：다큐멘터리 3일）特辑”特别节目，放送日程被推迟1周。
- 2013年5月31日：2013梦想演唱会特辑录像转播，放送日程被推迟1周。
- 2013年10月25日：2013亚洲音乐节特辑的录像放送，放送日程被推迟1周。
- 2014年4月18日 - 5月16日：世越号沉没事故的影响，放送日程被推迟一个月左右。
- 2014年11月7日：2014亚洲音乐节特辑的录像放送，放送日程被推迟1周。
- 2015年10月23日：2015亚洲音乐节特辑的录像放送，放送日程被推迟1周。
- 2016年8月12日 - 8月19日：2016年里约奥运会转播的关系，放送日程被推迟2周。
- 2016年10月14日：告密者们（朝鲜语：제보자들）节目重播，放送日程被推迟1周至2016年10月22日星期六晚12点播出。
- 2016年12月24日：因播出2016KBS演艺大赏和阿黛尔现场-纽约，放送日程被推迟1周。
- 2016年12月31日：因播出2016KBS演技大賞，放送日程被取消。
- 2017年1月28日：因播出春节特辑电影特别搜查：死囚来信（朝鲜语：특별수사: 사형수의 편지），放送日程被推迟1周。
- 2017年9月23日 - 2018年1月6日：受KBS罢工事件影响，节目停播约3个月。

## 前作
- 《卢英沈的小的音乐会》(1992年 - 1995年)[6]
- 《李文世Show》(1995年 - 1996年)[6]
- 《李素羅的求婚（朝鲜语：이소라의 프로포즈）》(1996年 - 2002年)[6]
- 《尹道贤的情书（朝鲜语：윤도현의 러브 레터）》(2002年 - 2008年)[6]
- 《李荷娜的薄荷》(2008年 - 2009年)[6]